# Thayngen
Thayngen je mjesto u Švicarskoj i četvrto po veličini mjesto kantona Schaffhausen. Mjesto je i granični prijelaz, taj granični prijelaz je jedan od najkorištenijih graničnih prijelaza u Švicarskoj.

## Gospodarstvo
Veće tvrtke u Thayngenu su:
- Unilever Švicarska (Schweiz), bolje poznat pod imenom Knorr
- Rieker, ubuća (cipele)

## Sport
- FC Thayngen nogometni klub

## Vanjske poveznice
|  | Zajednički poslužitelj ima još gradiva o temi Thayngen |

- Službena stranica